# 施瓦茨堡家族

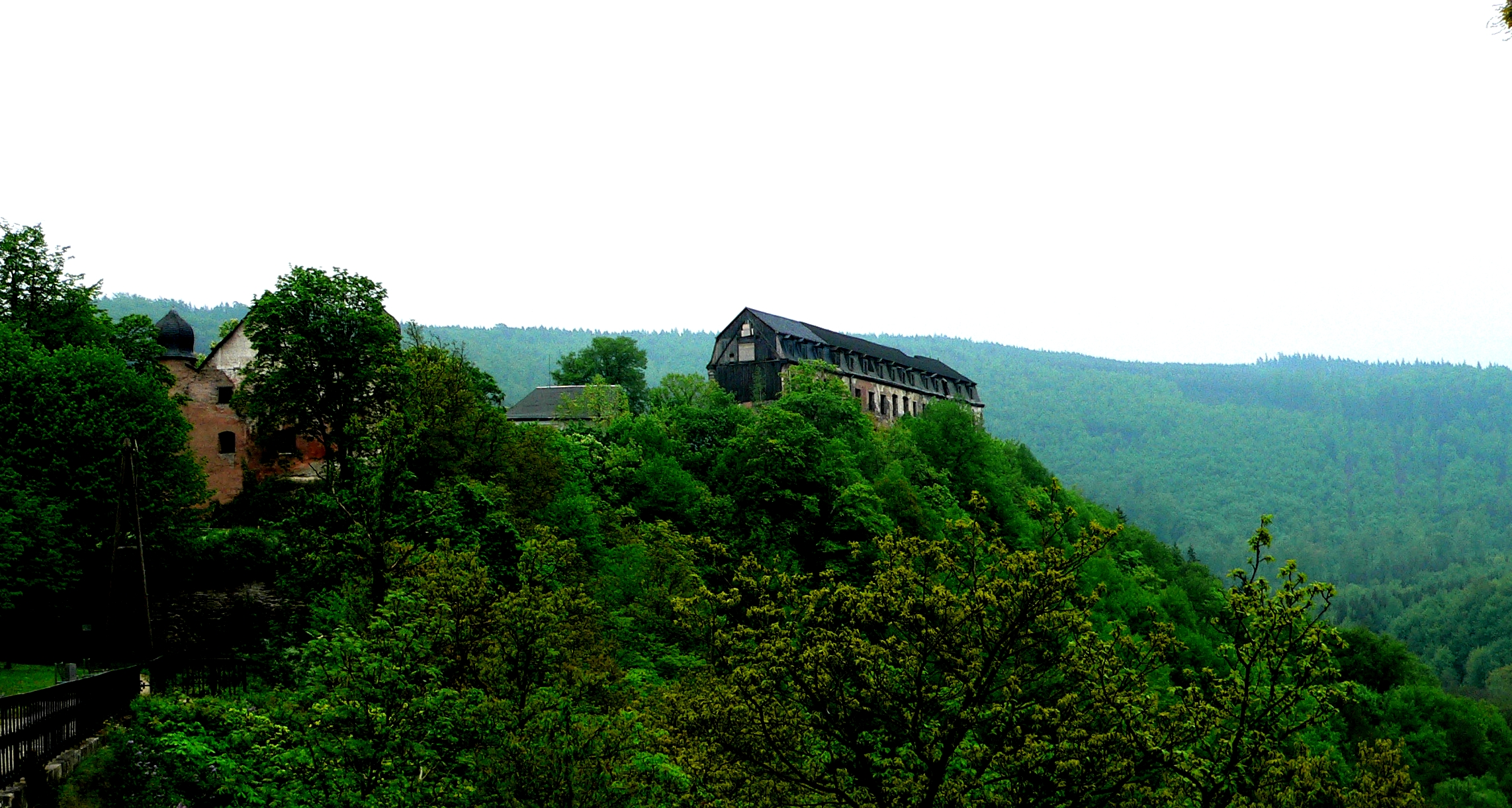
施瓦茨堡城堡

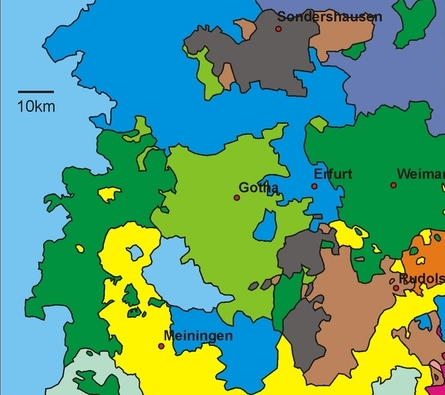
施瓦茨堡统治者列表

施瓦茨堡位于德国图林根州。12世纪形成了施瓦茨堡伯国，该伯国是克费尔恩堡（Käfernburg）伯国的一个分支，第一任伯爵西佐是克费尔恩堡伯爵京特尔三世的儿子。16世纪末，施瓦茨堡分为施瓦茨堡-松德爾斯豪森和施瓦茨堡-鲁多尔施塔特。两支于1697年升为帝国诸侯，并成为日后德意志帝国的邦国。
施瓦茨堡家族于1971年绝嗣。

## 施瓦茨堡伯爵
- 1123年—1160年：西佐一世 Sizzo I 兼克费尔恩堡伯爵，称西佐三世，克费尔恩堡伯爵京特尔二世长子
- 1160年—1184年：亨利一世 Heinrich I 西佐一世长子
- 1184年—1197年：京特尔三世 Günther III 西佐一世次子，1160年起为克费尔恩堡伯爵
- 1197年—1236年：亨利二世 京特尔三世次子

1236年分出施瓦茨堡-布兰肯堡（Schwarzburg-Blankenburg）。
- 1236年—1259年：亨利三世 亨利二世长子
- 1259年—1282/83年：亨利四世 亨利三世长子，无嗣
- 1282/83年-1302/07年：京特尔八世 亨利三世次子，无嗣

1302或1307年，施瓦茨堡主系绝嗣，归于施瓦茨堡-布兰肯堡。

### 施瓦茨堡-布兰肯堡伯爵（后为施瓦茨堡伯爵）
- 1236年—1274年：京特尔七世 亨利二世第三子
- 1274年—1289年：京特尔九世 京特尔七世长子

1285年分出施瓦茨堡-布兰肯堡（幼系）。
- 1289年—1308年：京特尔十二世 京特尔九世第三子，1302年或1307年成为施瓦茨堡伯爵
- 1308年—1358年：亨利九世 京特尔十二世次子，施瓦茨堡伯爵

1327年，施瓦茨堡-布兰肯堡分出施瓦茨堡-瓦赫森堡（Schwarzburg-Wachsenburg）。
- 1358年—1362年：京特尔二十二世 亨利九世次子，施瓦茨堡伯爵

1362年，施瓦茨堡-布兰肯堡分出施瓦茨堡-洛伊滕贝格（Schwarzburg-Leutenberg）。
- 1362年—1397年：京特尔二十七世 亨利九世第五子，施瓦茨堡伯爵

1397年，施瓦茨堡-布兰肯堡主系绝嗣，归于施瓦茨堡-洛伊滕贝格。

#### 施瓦茨堡-洛伊滕贝格伯爵
- 1362年—1402年：亨利十五世 亨利九世第七子
- 1402年—1438年：亨利十七世 亨利十五世长子
- 1438年—1462年：亨利二十五世 亨利十七世长子
- 1462年—1525年：巴尔塔萨二世 亨利二十五世长子
- 1525年—1555年：约翰·亨利一世 Johann Heinrich I 巴尔塔萨二世长子
- 1555年—1564年：菲利普一世 Philipp I 约翰·亨利一世第六子，无嗣

1564年，施瓦茨堡-洛伊滕贝格绝嗣，归于施瓦茨堡-布兰肯堡（幼系）。

#### 施瓦茨堡-瓦赫森堡伯爵
- 1327年—1354年：京特尔十八世 京特尔十二世第三子
- 1354年—1407年：约翰二世 京特尔十八世长子
- 1354年—1362年：京特尔二十六世 京特尔十八世次子，施瓦茨堡-洛伊滕贝格伯爵
- 1407年—1450年：京特尔三十二世 约翰二世的孙子，子京特尔二十九世次子

1450年，施瓦茨堡-瓦赫森堡绝嗣，归于施瓦茨堡-洛伊滕贝格。

### 施瓦茨堡-布兰肯堡伯爵（幼系）
- 1285年—1324年：亨利七世 京特尔七世的孙子，次子亨利五世之子。其第三子京特尔二十一世1349年为德意志国王。
- 1324年—1336/38年：亨利十世 亨利七世次子
- 1336/38年—1371年：亨利十二世 亨利十世长子，施瓦茨堡-阿恩施塔特伯爵
- 1356年—1368年：京特尔二十五世 亨利十世次子，施瓦茨堡-鲁多尔施塔特伯爵
- 1371年—1374年：亨利十七世 亨利十二世次子
- 1374年—1385年：亨利十八世 亨利十二世第三子
- 1374年—1418年：京特尔二十八世 亨利十二世第四子，施瓦茨堡-拉尼斯伯爵
- 1368年—1413年：亨利二十世 京特尔二十五世长子，施瓦茨堡-松德爾斯豪森伯爵
- 1413年—1416年：京特尔三十世 京特尔二十五世次子，施瓦茨堡-松德爾斯豪森伯爵
- 1416年—1444年：亨利二十四世 京特尔三十世第三子
- 1444年—1488年：亨利二十六世 亨利二十四世长子
- 1488年—1503年：京特尔三十六世 亨利二十六世长子

1503年，施瓦茨堡-布兰肯堡分出施瓦茨堡-布兰肯堡-鲁多尔施塔特（Schwarzburg-Blankenburg-Rudolstadt）。
- 1503年—1528年：亨利三十一世 京特尔三十六世的侄子，五弟京特尔三十八世长子

1526年，施瓦茨堡-布兰肯堡分出施瓦茨堡-弗朗肯豪森（Schwarzburg-Frankenhausen）。
- 1526年—1552年：京特尔四十世 亨利三十一世长子
- 1552年—1583年：京特尔四十一世 京特尔四十世长子，无嗣

1583年，施瓦茨堡-布兰肯堡分出施瓦茨堡-阿恩施塔特（Schwarzburg-Arnstadt）和施瓦茨堡-鲁多尔施塔特（Schwarzburg-Rudolstadt）。
- 1583年—1597年：威廉一世 Wilhelm I 京特尔四十世第三子，无嗣

1597年，施瓦茨堡-布兰肯堡绝嗣，归于施瓦茨堡-鲁多尔施塔特。

#### 施瓦茨堡-弗朗肯豪森伯爵
- 1526年—1528年：亨利三十三世 亨利三十一世次子，无嗣
- 1528年—1537年：亨利三十四世 亨利三十一世第三子，无嗣

1537年，施瓦茨堡-弗朗肯豪森绝嗣，归于施瓦茨堡-布兰肯堡。

#### 施瓦茨堡-布兰肯堡-鲁多尔施塔特伯爵
- 1503年—1521年：京特尔三十九世 亨利二十六世第七子
- 1521年—1538年：亨利三十二世 京特尔三十九世长子

1538年，施瓦茨堡-布兰肯堡-鲁多尔施塔特绝嗣，归于施瓦茨堡-布兰肯堡。

### 施瓦茨堡-阿恩施塔特伯爵
- 1583年—1586年：约翰·京特尔一世 Johann Günther I 京特尔四十世次子
- 1586年—1643年：京特尔四十二世 约翰·京特尔一世长子

1643年，施瓦茨堡-阿恩施塔特分出施瓦茨堡-松德爾斯豪森（Schwarzburg-Sondershausen）。
- 1643年—1666年：克里斯蒂安·京特尔二世 Christian Günther II 京特尔四十二世的侄子，四弟克里斯蒂安·京特尔一世的次子
- 1666年—1669年：约翰·京特尔三世 克里斯蒂安·京特尔二世长子，无嗣
- 1666年—1681年：路德维希·京特尔二世 Ludwig Günther II 克里斯蒂安·京特尔二世四弟，施瓦茨堡-埃贝莱本（Schwarzburg-Ebeleben）伯爵，无嗣

1669年，施瓦茨堡-阿恩施塔特主系绝嗣，1681年，施瓦茨堡-埃贝莱本绝嗣，皆归于施瓦茨堡-松德爾斯豪森。

#### 施瓦茨堡-松德爾斯豪森伯爵

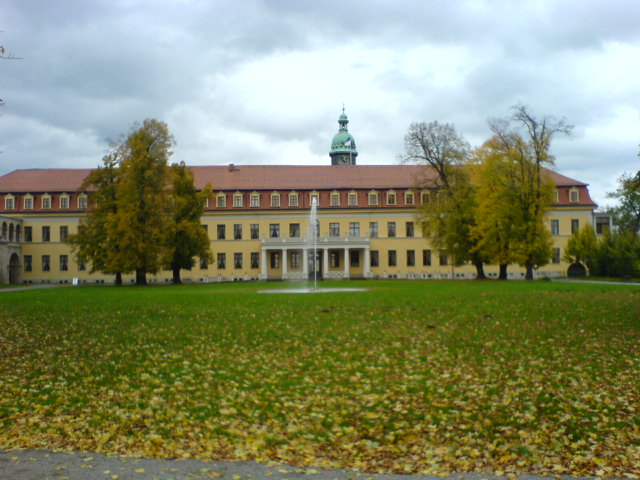
松德爾斯豪森宫

- 1643年—1666年：安东·京特尔一世 Anton Günther I 克里斯蒂安·京特尔二世三弟
- 1666年—1697年：克里斯蒂安·威廉一世 Christian Wilhelm I 安东·京特尔一世长子，1697年成为施瓦茨堡-松德爾斯豪森亲王
- 1666年—1716年：安东·京特尔二世 安东·京特尔一世次子，施瓦茨堡-阿恩施塔特伯爵，无嗣

1697年9月3日，施瓦茨堡-松德爾斯豪森升为帝国诸侯。

### 施瓦茨堡-鲁多尔施塔特伯爵
- 1583年—1605年：阿尔布莱希特七世 Albrecht VII 京特尔四十世第五子
- 1605年—1630年：卡尔·京特尔一世 Karl Günther I 阿尔布莱希特七世长子，无嗣
- 1630年—1646年：路德维希·京特尔一世 Ludwig Günther I 阿尔布莱希特七世次子
- 1646年—1697年：阿尔布莱希特·安东 Albrecht Anton 路德维希·京特尔一世长子，1697年成为施瓦茨堡-鲁多尔施塔特亲王

1697年9月3日，施瓦茨堡-鲁多尔施塔特升为帝国诸侯。

## 施瓦茨堡-松德斯豪森亲王
1. 1697年—1721年：克里斯蒂安·威廉一世
2. 1721年—1740年：金特四十三世 克里斯蒂安·威廉一世第三子
3. 1740年—1758年：亨利三十五世 克里斯蒂安·威廉一世第四子
4. 1758年—1794年：克里斯蒂安·金特三世 Christian Günther III 克里斯蒂安·威廉一世的孙子，第五子奥古斯特·金特次子
5. 1794年—1835年：金特·腓特烈·卡尔一世 Günther Friedrich Karl I 克里斯蒂安·金特三世长子。1806年，施瓦茨堡-松德斯豪森成为莱茵邦联的一个邦，1815年加入德意志邦联。
6. 1835年—1880年：金特·腓特烈·卡尔二世 金特·腓特烈·卡尔一世长子。1871年，施瓦茨堡-松德斯豪森加入德意志帝国
7. 1880年—1909年：卡爾·金特 Karl Günther 金特·腓特烈·卡尔一世长子，无嗣

1909年，施瓦茨堡-松德斯豪森绝嗣，亲王称号和领土皆归于施瓦茨堡-鲁多尔施塔特。

## 施瓦茨堡-鲁多尔施塔特亲王

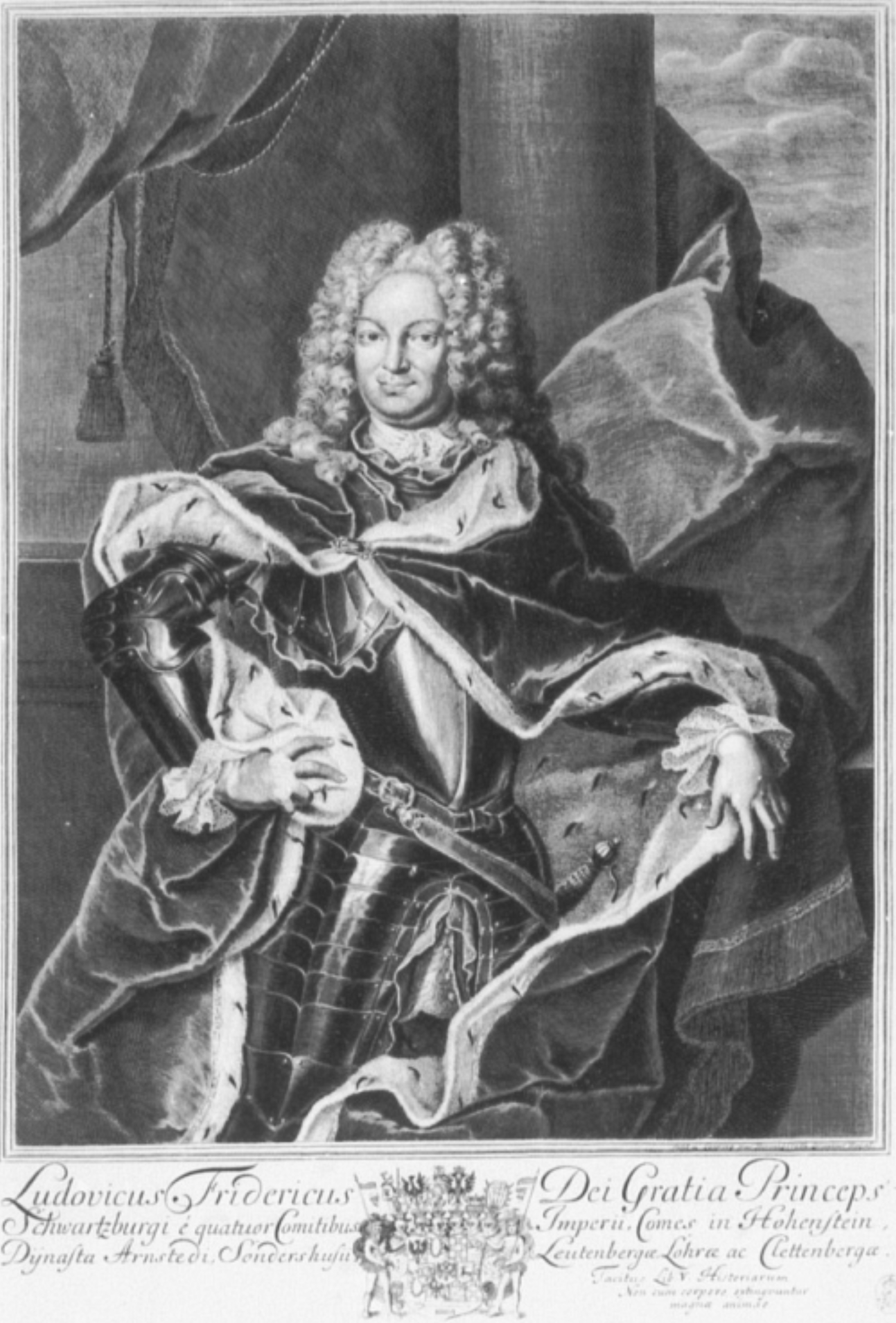
施瓦茨堡-鲁多尔施塔特亲王路德维希·腓特烈一世

1. 1697年—1710年：阿尔布莱希特·安东
2. 1710年—1718年：路德维希·腓特烈一世 Ludwig Friedrich I 阿尔布莱希特·安东长子
3. 1718年—1744年：腓特烈·安东 Friedrich Anton 路德维希·腓特烈一世长子
4. 1744年—1767年：约翰·腓特烈 Johann Friedrich 腓特烈·安东长子
5. 1767年—1790年：路德维希·金特二世 Ludwig Günther II 路德维希·腓特烈一世第四子
6. 1790年—1793年：腓特烈·卡尔 Friedrich Carl 路德维希·金特二世长子
7. 1793年—1807年：路德維希·腓特烈二世 腓特烈·卡尔长子。1806年，施瓦茨堡-魯多爾施塔特成为莱茵邦联的一个邦。
8. 1807年—1867年：腓特烈·金特 Friedrich Günther 路德维希·腓特烈二世长子。1815年，施瓦茨堡-魯多爾施塔特加入德意志邦联。
9. 1867年—1869年：阿爾貝特 Albert 路德维希·腓特烈二世次子
10. 1869年—1890年：格奥尔格·阿爾貝特 Georg Albert 阿爾貝次子。1871年，施瓦茨堡-魯多爾施塔特加入德意志帝国。
11. 1890年—1918年：金特·维克多 Günther Victor 格奥尔格·阿爾貝的堂弟，腓特烈·卡尔的曾孙，其次子卡尔·金特的孙子，卡尔·金特的第三子阿道夫之子。1909年至1918年兼施瓦茨堡-松德爾斯豪森亲王。

1918年，德国君主制覆亡，金特·维克多逊位。

## 施瓦茨堡亲王继承人
- 1918年—1925年：京特尔·维克多
- 1925年—1926年：西佐 Günther Sizzo 弗里德里希·京特尔与安哈尔特公爵的私生女的儿子，出生时没有继承权，被封为“洛伊滕贝格亲王”，未能继承父亲的爵位。1896年其堂兄京特尔·维克多承认其继承权，封其为亲王世弟。京特尔·维克多去世后继承亲王称号。
- 1926年—1971年：弗里德里希·京特尔 Friedrich Günther 京特尔·西佐的独子，无嗣

1971年，随着弗里德里希·京特尔的去世，施瓦茨堡亲王家族绝嗣。施瓦茨堡的继承权有三个派系主张：
1. 根据半萨利克法，男系绝嗣后继承权归于最后一位男系亲缘关系最近的女性，即弗里德里希·京特尔亲王的姐姐索尔姆斯-韦尔登费尔斯伯爵夫人玛丽亚·安东尼娅继承施瓦茨堡。这一支的继承人是现任索尔姆斯-韦尔登费尔斯伯爵弗里德里希·马格努斯六世（1927年生），他是玛丽亚·安东尼娅的长子。
- 1971年—1984年：玛丽亚·安东尼娅
- 1984年至今：弗里德里希·马格努斯六世

2. 根据1433年施瓦茨堡-布兰肯堡伯爵亨利二十四世与施托尔贝格伯爵博托的协议，施瓦茨堡绝嗣后，继承权归于博托的直系后裔。这一支的继承人是现任施托尔贝格-韦尔尼格罗德亲王菲利普（1967年生），他是施托尔贝格伯爵博托的长系男性后裔。
- 1971年至今：菲利普

3. 1969年，弗里德里希·京特尔收养了彼得·汉斯·福尔曼（Peter Hans Fuhrmann）作为义子。1971年弗里德里希·京特尔去世后，彼得自称施瓦茨堡亲王。然而养子继承违反了萨利克法，彼得未能得到普遍承认。